# Benedikt Staub
Benedikt Staub SOCist (* 1617 in Menzingen; † 17. September 1672 in Wettingen) war ein Schweizer Zisterzienser und Abt des Klosters Wettingen.

## Leben
Benedikt Staub stammte aus der bekannten Menzinger Familie Staub. In die Abtei Wettingen eingetreten, wurde er 1641 zum Priester geweiht und war dann auf verschiedenen Positionen innerhalb und ausserhalb des Klosters tätig. Mehrfach war er Beichtvater in den Klöstern Magdenau und Tänikon und von 1659 bis 1665 Cellerar im Kloster Wettingen.
1670 zum Abt gewählt, wurde er – da der zur Wahl nicht eingeladene Nuntius Odoardo Cibo die päpstliche Bestätigung verzögerte – erst im Oktober 1671 benediziert, nachdem die Acht Alten Orte in Rom interveniert hatten. Ein langes Abbatiat war ihm nicht vergönnt. Er starb schon im folgenden Jahr und wurde in der Klosterkirche Wettingen begraben.
Er hinterliess umfangreiche Predigtnotizen und ein Tagebuch aus seiner zweijährigen Regierungszeit.